# Castel del Monte

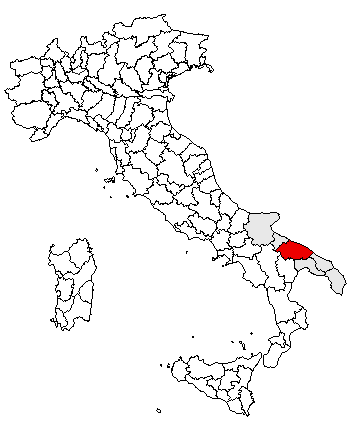
Vị trí tỉnh Bari

Castel del Monte (tiếng Ý: lâu đài ở núi) là một lâu đài ở vùng Apulia, miền đông nam Ý. Lâu đài này đã được UNESCO công nhận là di sản thế giới từ năm 1996, trong khóa họp thứ 20, với nhận xét là "một tuyệt tác độc đáo của kiến trúc quân sự thời trung cổ". Hình Castel del Monte được thể hiện trên mặt trái của đồng tiền kim loại 1 cent euro phát hành ở Ý.

## Lịch sử
Lâu đài này do hoàng đế Frederick II của Đế quốc La Mã thần thánh cho xây dựng khoảng giữa các năm 1240 và 1250, trên 1 ngọn đồi nhỏ ở độ cao 540 m,, gần tu viện Santa Maria del Monte, trực thuộc thị xã Andria. Ban đầu lâu đài được hoàng đế Frederik II chủ yếu dùng làm nhà nghỉ ở nơi săn bắn cho tới năm 1250. Sau đó lâu đài trở thành nhà tù, rồi được dùng làm nơi trú ẩn trong thời kỳ dịch bệnh, rồi cuối cùng bị bỏ hoang, rơi vào tình trạng ọp ẹp. Ban đầu lâu đài có các cột và tường bằng đá hoa, nhưng trong các thế kỷ sau này, các đồ nội thất và các đồ bằng cẩm thạch bên trong lâu đài đã bị cuớp sạch.
Lâu đài này không có hào bao quanh, cũng không có cầu cất, do đó trên thực tế, nó chưa hề là một lâu pháo đài.

## Mô tả
Lâu đài có dạng hình 8 cạnh, mỗi góc có 1 pháo đài cũng hình 8 cạnh. Mỗi tầng có 8 phòng và ở giữa là một sân cũng hình 8 cạnh. Hình dạng 8 cạnh được cho là biểu tượng trung gian giữa 1 hình vuông (tượng trưng cho đất) và 1 hình tròn (tượng trưng cho bầu trời). Có thể Frederick II đã lấy mẫu dạng này từ Dome of the Rock (đền thờ Hồi giáo lớn) ở Jerusalem - mà ông ta đã thấy khi tham gia cuộc Thập tự chinh - hoặc theo mẫu nguyện đường cung đình ở nhà thờ chính tòa Aachen.
Bức tường chính cao 25 m, 8 pháo đài ở 8 góc cao 26 m. Các cạnh của lâu đài bát giác. mỗi cạnh dài 16,5 m và các cạnh của các pháo đài hình 8 cạnh mỗi cạnh dài 3,1 m. Lâu đài có đường kính dài 56 m. Lối vào chính ở hướng đông.

## Thời nay

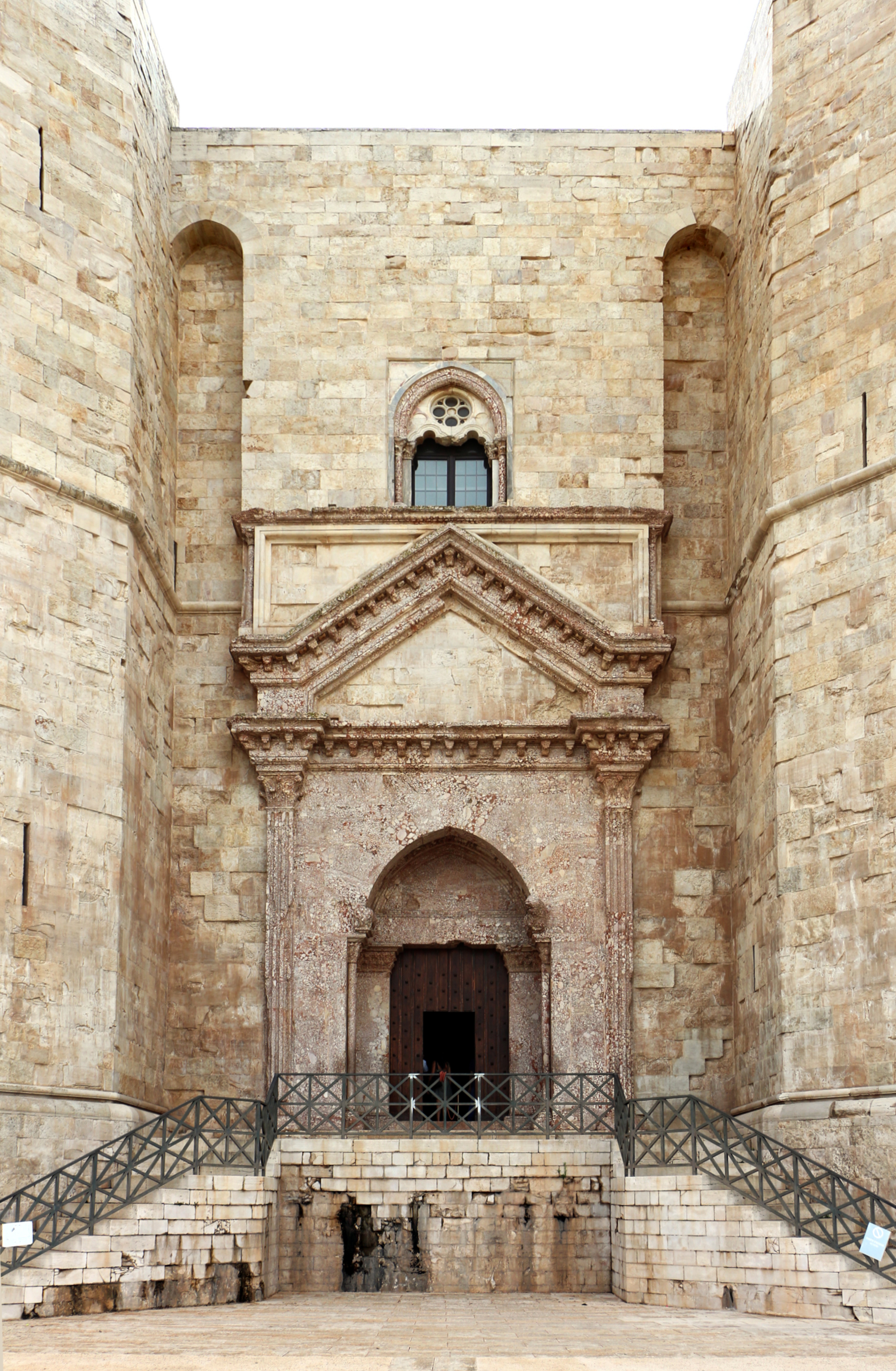
Lối vào

Sau khi bị bỏ hoang trong thời gian quá lâu, năm 1876 lâu đài được chính phủ Ý mua với số tiền 25.000 lire, và bắt đầu được tu bổ trong năm 1928.
Cốt truyện chủ yếu trong tiểu thuyết The Name of the Rose của Umberto Eco xảy ra trong 1 lâu pháo đài cũ tên 'Aedificium', chắc chắn là được gợi ý từ Castel del Monte.